# Overwinst
Overwinst (ook wel ondernemersrent) is de totale ondernemingswinst verminderd met het ondernemersloon, een primair rendement (inclusief risicopremie) over het eigen vermogen en de rente over het vreemde vermogen.
Met de overwinst kan ook de goodwill worden berekend. De overwinst wordt dan vermenigvuldigd met een bepaalde factor.

## Belasting op overwinst
Nederland kent thans geen stelsel waarin een vergoeding voor het eigen vermogen fiscaal aftrekbaar is. België daarentegen kent wel een notionele interestaftrek ('aftrek voor risicokapitaal').